# Kreis Schmalkalden
Der Kreis Schmalkalden war ein Landkreis im Bezirk Suhl der DDR. Von 1990 bis 1994 bestand er als Landkreis Schmalkalden im Land Thüringen fort. Sein Gebiet liegt heute im Landkreis Schmalkalden-Meiningen in Thüringen. Der Sitz der Kreisverwaltung befand sich in Schmalkalden.

## Geographie

### Landschaft
Der Kreis Schmalkalden vereinte die Landschaft des Thüringer Waldes, des Werratales und der Vorderen bzw. Auersberger Kuppenrhön. Die höchste Erhebung war der Große Inselberg mit 916,5 m, nördlich von Brotterode, der tiefste Punkt im Tal der Werra mit ca. 242 m bei Breitungen. Dabei bildete der Rennsteig im Nordosten die Grenze zum Kreis Gotha, ohne die alte Grenzlinie des alten Kreises Herrschaft Schmalkalden, die Schmalkalde, im Oberlauf zu übernehmen.

### Nachbarkreise
Der Kreis Schmalkalden grenzte im Uhrzeigersinn im Norden beginnend an die Kreise Gotha, Suhl-Land, Meiningen und Bad Salzungen.

## Geschichte
Der Kreis entstand bei der Verwaltungsreform am 25. Juli 1952 neu und ähnelte im östlichen Teil dem 1950 aufgelösten alten Landkreis Schmalkalden, der bis Ende Januar 1946 Landkreis Herrschaft Schmalkalden hieß. Er wurde dabei aus Gemeinden zusammengesetzt, die von 1950 bis 1952 zu den Landkreisen Suhl und Meiningen gehörten.
Am 17. Mai 1990 wurde der Kreis in Landkreis Schmalkalden umbenannt.
Mit der Kreisreform, die im Freistaat Thüringen zum 1. Juli 1994 umgesetzt wurde, wurden die Landkreise Schmalkalden und Meiningen sowie Teile des Landkreises Suhl zum neuen Landkreis Schmalkalden-Meiningen vereinigt.

## Gemeinden
Dem Kreis Schmalkalden gehörten seit 1952 die folgenden Gemeinden an:
| - Altersbach - Asbach - Bermbach - Breitenbach b. Schmalkalden - Breitungen/Werra - Brotterode, Stadt - Eckardts - Fambach - Floh - Georgenzell - Grumbach - Helmers - Herges-Hallenberg | - Heßles - Hohleborn - Mittelschmalkalden - Mittelstille - Möckers - Näherstille - Niederschmalkalden - Oberschönau, - Pappenheim 1 - Reichenbach - Rosa - Roßdorf - Rotterode | - Schmalkalden, Stadt - Schnellbach - Schwallungen - Seligenthal - Springstille - Steinbach-Hallenberg, Stadt - Struth-Helmershof - Trusetal - Unterschönau - Volkers - Wahles - Wernshausen - Zillbach |

Die folgenden Gemeinden des Kreises Schmalkalden verloren bis 1994 ihre Eigenständigkeit und wurden in andere Gemeinden eingegliedert:
- Volkers, am 15. September 1961 zur Stadt Schmalkalden
- Reichenbach, am 1. Januar 1973 zur Stadt Schmalkalden
- Breitenbach, am 1. Mai 1974 zu Mittelstille
- Näherstille, am 1. Januar 1978 zur Stadt Schmalkalden
- Herges-Hallenberg, am 1. Januar 1979 zu Steinbach-Hallenberg

### Nachwirkungen
Der Wahlkreis Schmalkalden-Meiningen II beinhaltet die ehemaligen Gemeinden des Kreises Schmalkalden einschließlich Viernau.
Einige Vereine, wie Feuerwehr und Fußball sowie die Medien in der Berichterstattung beziehen sich bei Vergleichen oder Statistiken noch auf den Altkreis.
Der Kirchenkreis Schmalkalden entspricht in seinem Territorium dem des Altkreises Schmalkalden.

## Archive
- Im jetzigen Stadt- und Kreisarchiv Schmalkalden im Zweckverband Kultur des Landkreises Schmalkalden-Meiningen werden u. a. auch Unterlagen des Altkreises nach dem Provenienzprinzip aufbewahrt.
- Unterlagen zu den Wirtschaftsunternehmen befinden sich im Staatsarchiv Meiningen, Abt. Regionales Wirtschaftsarchiv Suhl.[4]

## Kfz-Kennzeichen
Den Kraftfahrzeugen (mit Ausnahme der Motorräder) und Anhängern wurden von etwa 1974 bis Ende 1990 dreibuchstabige Unterscheidungszeichen, die mit den Buchstabenpaaren OO, OP und OR begannen, zugewiesen. Die letzte für Motorräder genutzte Kennzeichenserie war OZ 00-01 bis OZ 20-00.
Anfang 1991 erhielt der Landkreis das Unterscheidungszeichen SM.